# Hisashi Kato
Hisashi Kato (加藤 久, Kato Hisashi) est un footballeur japonais né le 24 avril 1956 dans la préfecture de Miyagi au Japon.